# جیمز هارولد المزلی
جیمز هارولد المزلی (انگلیسی: James H. Elmsley; ۱۳ اکتبر ۱۸۷۸ – ۳ ژانویهٔ ۱۹۵۴) فرد نظامی اهل کانادا بود. وی همچنین برندهٔ جوایزی همچون نشان حمام و نشان گنجینه مقدس شده‌است.